# Jacques-Nicolas de Colbert
Jacques-Nicolas de Colbert (Parigi, 14 febbraio 1655 – Parigi, 10 dicembre 1707) è stato un arcivescovo cattolico francese.

## Biografia
Figlio del ministro Jean-Baptiste Colbert, fu istruito dal teologo Noël Alexandre. Grazie all'influenza del padre, nel 1665, alla giovane età di dieci anni, diventò docente alla Sorbona, abate di Bec-Hellouin, priore di La Charité-sur-Loire, di Ambierle, di Saussure e di Saint Just de Troyes. Sempre grazie al padre, il 20 agosto 1678 prese il posto di Jacques Esprit all'Académie française.
Dal 1680 al 1691 fu arcivescovo coadiutore di Rouen e arcivescovo titolare di Cartagine: ricevette la consacrazione episcopale dall'arcivescovo di Rouen François Rouxel Médavy, al quale successe il 29 gennaio 1691.
Il 21 luglio 1685, a capo del clero francese, chiese al re Luigi XIV di concedere libertà di culto ai protestanti. Fu anche uno dei primi membri dell'Académie des inscriptions et belles-lettres.
Fece restaurare dagli architetti Jules Hardouin Mansart e André Le Nôtre il castello di Gaillon, residenza estiva degli arcivescovi di Rouen, e il priorato di La Charité-sur-Loire.

## Genealogia episcopale e successione apostolica
La genealogia episcopale è:
- Vescovo Jean I de Fossé
- Vescovo Charles-Jacques de Gelas de Léberon
- Arcivescovo François de Rouxel de Médavy
- Arcivescovo Jacques-Nicolas de Colbert

La successione apostolica è:
- Vescovo Jean-Baptiste de la Croix Chevrière de St. Vallier (1688)
- Vescovo Guillaume Bochart de Champigny (1693)
- Arcivescovo Jacques des Maretz (1694)
- Vescovo Charles-Joachim Colbert de Croissy (1697)
- Vescovo Roland-François de Kerhoën de Coëtanfao (1699)
- Vescovo Pierre Clément (1702)

## Pubblicazioni
- Philosophia vetus et nova, ad usum scholae accommodata, in regia Burgundia novissimo hoc biennio pertractata (1674)
- Harangue faite au roi, à Versailles, le 21 juillet 1685, par monseigneur l'illustrissime et révérendissime Jacques-Nicolas Colbert, archevêque et primat de Carthage, assisté de messeigneurs les archevêques, évêques, et autres députés de l'Assemblée générale tenue à Saint-Germain-en-Laye en ladite année 1685, en prenant congé de Sa Majesté (1685)

## Stemma
| Image | Stemma |
| ----- | --- |
| \| \| | Jacques-Nicolas de Colbert Nobile e Arcivescovo di Rouen Al centro di uno scudo d'oro, in azzurro pallido un serpente ondulato |
|       | |